# ラ・ヴォワザン
ラ・ヴォワザン（フランス語: La Voisin、1640年4月11日 - 1680年2月20日）は、17世紀のフランスの黒魔術師、毒薬製造・販売者。本名はカトリーヌ・モンヴォワザン(Catherine Montvoisin)、旧姓はカトリーヌ・デエー(Catherine Deshayes)。当時のフランスで流行していた数々の毒殺事件の主犯ともいえる女性である。

## 来歴
宝石商の夫と娘との3人で暮し、豪邸に客たちを招いて夜会を開くなど、表向きは趣味の良い生活ぶりであったが、その裏では毒薬の実験、媚薬や堕胎剤の製造、悪魔崇拝の儀式を行なっており、黒ミサにも精通していた。夫と死別後、表向きは占い師・助産師として生活していたものの、裏では堕胎業や黒魔術で活動、後に毒薬の製造・販売・輸出を始めた。国内の貴婦人たちは身分を隠して媚薬や堕胎剤、さらに毒薬などを買い求め、ヴォワザンにとって莫大な収入源となった。
1679年、ある女占い師が毒殺商売の罪状で逮捕され、彼女の自白によりヴォワザンもまた逮捕に至り、豪邸で秘かに行われていた数々の悪事が明らかになった。壮絶な拷問の末の自白で、国内のかなりの著名人たちがヴォワザンの顧客であることが判明した。
この時代、フランスでは毒殺事件の流行に際して火刑裁判所が設置されていた。これは、犯人と断定された者は即刻火刑に処される国王直轄機関であり、1680年、ここで最初に火刑となった者がヴォワザンである。処刑にあたってヴォワザンは、公衆の面前での自らの罪の白状と、神と王に対しての謝罪を命じられたが、これを断固として断った。自白を撤回することも一切せず、堂々たる悪女ぶりであったという。書簡作家として知られるセヴィニエ侯爵夫人も、1680年に書き記した書簡の中でその彼女の堂々さへの感嘆を述べている。
なお17世紀フランスの連続毒殺犯ド・ブランヴィリエ侯爵夫人が処刑されて遺体が焼却された際、セヴィニエ夫人は、その灰の混ざった空気を人々が吸うことで心を侵されることを危惧していたが、その危惧の通り、ヴォワザンの処刑はそのわずか2年後のことであった。

## 没後の波紋

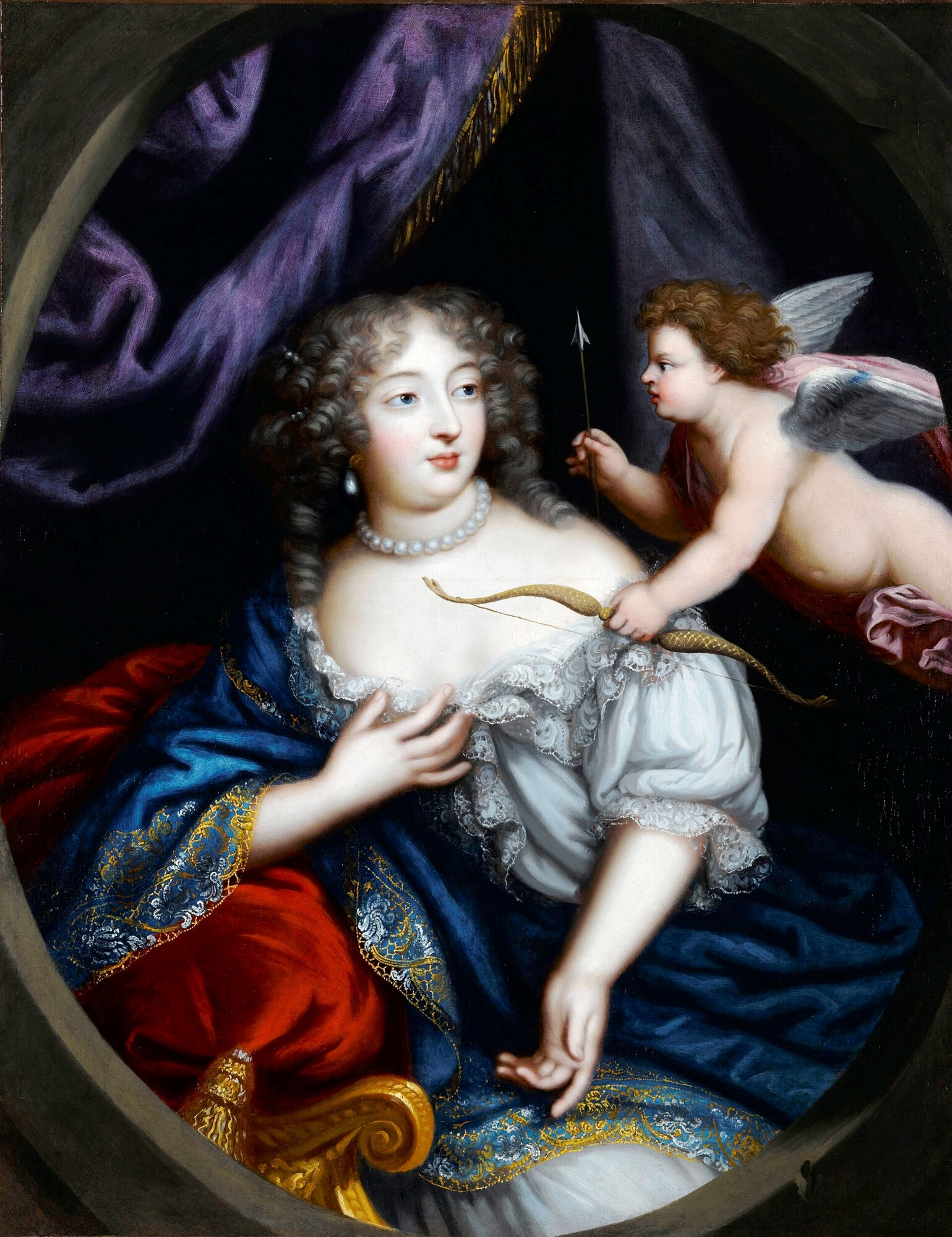
モンテスパン侯爵夫人フランソワーズ・アテナイス

ヴォワザンの死後に彼女の娘が、フランス王ルイ14世の寵姫であるモンテスパン侯爵夫人フランソワーズ・アテナイスまでもがヴォワザンに加担していたと供述した。
モンテスパン夫人は1678年頃からヴォワザンのもとへ通い始め、ルイ14世の寵愛を受けるために媚薬を入手したり、先の寵姫であるルイーズ・ド・ラ・ヴァリエールを呪い殺す黒ミサを実行していたというのである。ルイ14世の寵愛を失った後、ヴォワザンからルイ14世暗殺の方法を伝授されたとの説や、ルイ14世と彼の愛妾のマリー・アンジェリク・ド・フォンタンジュを2人とも暗殺することで国の実権を握ろうと画策していたとの説もある（ルイ14世 (フランス王)#女性遍歴、モンテスパン侯爵夫人フランソワーズ・アテナイス#凋落も参照）。
これらの件での醜聞を恐れたルイ14世は、一連の毒殺事件の捜査の中断を命じ、さらに火刑裁判所を閉鎖させ、裁判調書などあらゆる証拠書類も焼却させた。これにより、一連の毒殺事件の真相や顧客たちの秘密は隠蔽されるに至った。